# Phaenocarpa compressigaster
Phaenocarpa compressigaster är en stekelart som beskrevs av Fischer 1974. Phaenocarpa compressigaster ingår i släktet Phaenocarpa och familjen bracksteklar. Inga underarter finns listade i Catalogue of Life.